# 윌리엄 우튼
윌리엄 워튼(William Wotton, 1666년 8월 13일 – 1727년 2월 13일)은 잉글랜드의 신학자, 고전 학자, 언어학자이다. 그는 언어 학습에 대한 뛰어난 능력과 신구문학논쟁에 참여한 것으로 주로 기억된다. 웨일스에서는 그가 고대 웨일스 법을 수집하고 최초로 번역한 사람으로 기억된다.

## 생애

### 초년
윌리엄 워튼은 서퍽주 렌텀 교구 목사인 헨리 워튼 목사의 둘째 아들이었다. 그는 여섯 살이 되기 전에 영어, 라틴어, 그리스어, 히브리어로 성경 구절을 읽을 수 있었던 신동이었다. 1676년 4월, 열 살이 채 되기도 전에 그는 케임브리지의 캐서린 홀에 입학하여 1679년에 졸업했다. 이때 워튼은 아랍어, 시리아어, 성서 아람어를 습득했으며, 논리학, 철학, 수학, 지리학, 연대학, 역사에 대한 지식도 갖추고 있었다. 그의 부모는 그가 아직 케임브리지에 있을 때 사망했고, 십대 때 그는 나중에 솔즈베리 주교가 된 길버트 버넷의 집에 입양되었다. 그는 세인트 존스 칼리지에서 장학금을 받았고, 그곳에서 1683년에 문학 석사 학위를, 1691년에 신학 학사 학위를 취득했다. 1686년에 그는 버크셔주 브림턴의 부목사로 임명되었고 이듬해에는 왕립학회의 펠로우로도 선출되었다. 1689년 1월 그는 윌트셔주 레이콕의 목사로 임명되었고 1693년 사임할 때까지 그 직책을 맡았다. 서품 직후 그는 다니엘 핀치 노팅엄 백작의 채플린이자 그의 가족의 가정교사로도 임명되었다. 핀치는 그에게 1693년 버킹엄셔주 밀턴킨스의 교구 목사직을 주었다.

### 교육 논쟁
워튼은 루이 뒤팽의 "교회 작가들의 새로운 역사(A new history of ecclesiastical writers)"(13권, 1692~99년)를 번역하면서 학문 경력을 시작했다. 그러나 그는 고대 및 현대 학문의 상대적 장점에 대한 논쟁에 참여한 것으로 주로 기억된다. 그의 "고대 및 현대 학문에 대한 성찰(Reflections upon Ancient and Modern Learning)"(1694년, 1697년 재판)에서 그는 공정하고 사법적인 정신으로 현대 학문의 편에 섰다. 조지프 레빈에 따르면, '영어 또는 프랑스어로 출간된 논쟁 관련 작품 중 그의 작품이 가장 분별력이 있었다.' 그는 스위프트로부터 서적의 전투와 통 이야기에서 현학적이라고 공격받았지만, 그의 책은 '워튼이 단순한 현학자가 아니라 고대와 현대 학문에 대한 철저한 지식을 가진 폭넓은 지식인이었음'을 증명했다. 워튼은 스위프트의 통 이야기를 "예수 그리스도의 종교에 대한 가장 불경한 조롱 중 하나"라고 불렀다. 그는 또한 화학자 로버트 보일 경의 전기를 쓰기 시작했지만, 그의 필기는 분실되어 작업은 결코 완료되지 않았다.
워튼은 버넷 주교의 요청으로 "로마의 역사"(1701년)를 썼으며, 이 책은 나중에 역사가 에드워드 기번이 사용했다. 이에 대한 인정으로 버넷은 1705년부터 그를 솔즈베리 대성당의 주교 참사회원으로 임명했다. 1707년 워튼은 이신론자에 대항하여 잉글랜드 국교회를 지지하는 그의 저술을 인정받아 토머스 테니슨 대주교로부터 신학 박사 학위를 받았다. 1713년경 워튼은 아이슬란드어, 로망스어, 그리스어를 연결하여 초기 원시 언어의 개념을 도입하며 언어 간의 관계에 대한 아이디어를 발전시켰다. 이는 윌리엄 존스 경이 산스크리트어와 고전 언어를 비교한 유명한 강연보다 70년 이상 앞선 것이었다. 이 이론들은 워튼의 사후 "바벨탑의 언어 혼동에 대한 담론"(A discourse concerning the confusion of languages at Babel, 1730년)으로 출판되었다.

### "술주정뱅이 창녀 같은 영혼"
워튼은 평생 동안 "최고의 설교가였으나, 술주정뱅이 창녀 같은 영혼"으로 알려져 있었다. 그는 또한 매우 사치스러워서 그의 교구 사택을 32개의 방이 있는 저택으로 개조했다. 그러나 그는 당시 링컨 주교였던 윌리엄 웨이크와의 친분 덕분에 성직 임용에 대한 미래의 기대감을 담보로 돈을 빌릴 수 있었다. 1711년 여름부터 1712년 봄 사이에 워튼은 중년의 위기를 겪은 것으로 보이며, 공공장소에서 술에 취해 발견되거나 지역 매춘소에서 장기간 머무는 것으로 여러 차례 이웃을 경악시켰다. 그 결과, 그는 처음에 웨이크로부터 행동에 대한 경고를 받았고, 웨이크는 나중에 그들의 우정을 끊고 버킹엄셔에 추가 생활비를 제공하겠다는 약속을 철회했다. 목사의 기대가 좌절되었다는 소식이 알려지자마자 지역 상인들은 부채 상환을 압박하기 시작했다. 1714년 5월, 워튼은 채권자들을 피하기 위해 밀턴킨스의 교구 사택을 버려야 했고, 7년 동안 웨일스 남서부의 카마던에서 윌리엄 에드워즈 박사라는 가명으로 살았다.

### 웨일스에서의 연구
카마던에 있는 동안 워튼은 성품을 개혁하고 학업으로 돌아갔다. 그는 또한 1715년 12월 캔터베리 대주교가 된 웨이크와의 우정을 다시 회복할 수 있었다.
워튼은 웨일스어를 공부하기 시작했고, 친구의 요청으로 전통적으로 허우엘 다에게 귀속되는 중세 웨일스 법의 웨일스어 및 라틴어 텍스트를 담은 중요한 병렬 이중 언어판을 제작했다. 이를 위해 그는 먼저 라틴어 또는 중세 웨일스어로 된 15개 가량의 알려진 필사본을 식별하고 사본을 얻어 텍스트를 확립한 다음, 라틴어와 웨일스어 버전에 모두 나타나지만 18세기에는 그 의미가 상실된 중세 웨일스어 용어를 번역하는 어려운 작업을 시작해야 했다. 1721년부터 워튼은 웨일스 학자 모세스 윌리엄스의 도움을 받았다. 워튼은 번역을 완료했지만 사망 당시에는 부록 용어집을 작업 중이었다. 이 작업은 윌리엄스가 완료했으며, 전체 작품은 1730년에 그의 사위인 윌리엄 클라크가 "Leges Wallicae"라는 제목의 큰 폴리오 판으로 출판했다.
카마던에 있는 동안 그는 또한 성 데이비드와 란다프 대성당에 대한 조사를 수행했으며, 이는 그의 친구 브라운 윌리스에 의해 1717년과 1718년에 출판되었다. 그는 "서기관과 바리새인들의 전통과 관습에 관한 잡다한 담론"(Miscellaneous Discourses relating to the Traditions and Usages of the Scribes and Pharisees, 1718년)을 출판했는데, 여기에는 미슈나의 일부 번역이 포함되어 있었다.

### 사망
워튼은 채권자들에게 빚을 갚고 1721년 10월 바스로, 1722년 6월 런던으로 돌아올 수 있었지만 건강이 매우 좋지 않았다. 그는 여전히 "Leges Wallicae"를 작업 중이었는데, 1727년 2월 13일 서식스주 벅스티드에서 수종으로 사망했다.

## 저서
- Cyfreithjeu Hywel Dda ac eraill, seu Leges Wallicae Ecclesiasticae et Civiles Hoeli boni et Aliorum Walliae Principum (런던, 1730)
- 《안토니누스 피우스의 죽음부터 세베루스 알렉산더의 죽음까지 로마의 역사》, 런던: 팀. 굿윈, 1701
- 서기관과 바리새인들의 전통과 관습에 관한 잡다한 담론 (1718)
- (번역), 루이 엘리에 뒤팽, 교회 작가들의 새로운 역사 (13권, 1692–99)
- 고대 및 현대 학문에 대한 성찰 (1694, 1697)
- 바벨탑의 언어 혼동에 대한 담론 (런던, 1713, 1730)
- 북부 고대 문헌 애호가가 추가한 일부 주석이 있는 게오르기우스 히케시우스의 북부 고대 언어 문법 비평 및 고고학 문헌 요약 (런던, 1708)

### 인용
1. ↑  〈Wotton, William (WTN676W)〉. 《케임브리지 동문 데이터베이스》. 케임브리지 대학교.
2. ↑  “Wotton, William (1686–1727)”. 《The Clergy of the Church of England Database 1540–1835》. CCEd Person ID 22903. 2014년 2월 2일에 확인함.
3. 1 2  Chisholm 1911.
4. ↑  The Battle of the Books, p. 34.
5. ↑  The Battle of the Books, pp. 112–122.
6. ↑  The Battle of the Books, p. 34.
7. ↑  Warren Montag The Unthinkable Swift p.113
8. ↑  Archaeology and Language (1999). Vol. 3, pp. 6–9.
9. ↑  De la Pryme (1870), p. 28.
10. ↑  Stoker (2006) pp. 13–20.
11. ↑  Stoker (2006) pp. 20–25.
12. ↑  Stoker (2006) p.48-50.

### 참고 문헌
- 찰스 애쉬턴, Hanes Llenyddiaeth Gymreig o 1650 i 1850 (리버풀, 1891)
- 조지프 M. 레빈, The Battle of the Books (이타카, 코넬 대학교, 1994).
- 데이비드 스토커, "윌리엄 워튼의 망명과 구원: Leges Wallicae의 탄생과 출판에 대한 기록" Y Llyfr yng Nghymru/Welsh Book Studies, 7 (2006), 7–106.
- 요크셔 고대 유물 연구가 아브라함 드 라 프라임의 일기, 찰스 잭슨 편집, 서티스 소사이어티 v. 54 (더럼: 서티스 소사이어티, 1870), p. 29.
- 고고학 및 언어, 로저 블렌치와 매튜 스프리그스 편집, 4권. (런던, 1999). 3권, 유물, 언어 및 텍스트, p. 6–9.
- 본 문서에는 현재 퍼블릭 도메인에 속한 브리태니커 백과사전 제11판의 내용을 기초로 작성된 내용이 포함되어 있습니다.
- Moore, Norman (1900). 〈Wotton, William〉.   Lee, Sidney. 《영국인명사전》 62. 런던: Smith, Elder & Co.